# Грич-при-Добличах
'Грич-при-Добличах (словен. Grič pri Dobličah) — поселення в общині Чрномель, Південно-Східна Словенія, Словенія. Висота над рівнем моря: 268,6 м.